# 北军中候
北军中候，简称军中候。汉朝到晋朝统率中央禁卫军的官员。
西汉禁卫军分南军和北军、北军以守卫长安城内北部而得名，初由中尉统率，后改称执金吾，负责京城长安及三辅地区的警卫。汉武帝置八校尉，以中垒校尉为首。东汉开始改中垒校尉设置北军中候，掌管监屯骑校尉、越骑校尉、步兵校尉、长水校尉、射声校尉所领北军五营，品秩六百石。北军中候秩轻职重，其实是京城常备禁卫军长官，可以自辟僚属。曹魏、西晋增设禁军兵力，设立地位更高的中领军管辖，北军五营的作用渐渐变轻，北军中候有时省有时设，五品，常和中领军并置。东晋永昌元年（322年）改中领军为北军中候，领左右卫、骁骑、游击四军等诸营禁军，不久又改为中领军。晋成帝时再改为北军中候，不久复旧。